# Grand Prix Formule 1 van Spanje 2005
De Grand Prix Formule 1 van Spanje 2005 werd gehouden op 8 mei 2005 op het Circuit de Catalunya in Barcelona.

## Testrijders op vrijdag
| Team                | Rijder           |
| ------------------- | ---------------- |
| McLaren - Mercedes  | Pedro de la Rosa |
| Sauber - Petronas   | -                |
| Red Bull - Cosworth | Christian Klien  |
| Toyota              | Ricardo Zonta    |
| Jordan-Toyota       | Robert Doornbos  |
| Minardi - Cosworth  | -                |

## Uitslag
| Positie | Nummer | Rijder               | Team                | Ronden | Tijd/Opgave     | Startplaats | Punten |
| ------- | ------ | -------------------- | ------------------- | ------ | --------------- | ----------- | ------ |
| 1       | 9      | Kimi Räikkönen       | McLaren - Mercedes  | 66     | 1:27:16.830     | 1           | 10     |
| 2       | 5      | Fernando Alonso      | Renault             | 66     | +27.652         | 3           | 8      |
| 3       | 16     | Jarno Trulli         | Toyota              | 66     | +45.947         | 5           | 6      |
| 4       | 17     | Ralf Schumacher      | Toyota              | 66     | +46.719         | 4           | 5      |
| 5       | 6      | Giancarlo Fisichella | Renault             | 66     | +57.936         | 6           | 4      |
| 6       | 7      | Mark Webber          | Williams-BMW        | 66     | +1:08.500       | 2           | 3      |
| 7       | 10     | Juan Pablo Montoya   | McLaren - Mercedes  | 65     | +1 Ronde        | 7           | 2      |
| 8       | 14     | David Coulthard      | Red Bull - Cosworth | 65     | +1 Ronde        | 9           | 1      |
| 9       | 2      | Rubens Barrichello   | Scuderia Ferrari    | 65     | +1 Ronde        | 16          |        |
| 10      | 8      | Nick Heidfeld        | Williams-BMW        | 65     | +1 Ronde        | 17          |        |
| 11      | 12     | Felipe Massa         | Sauber - Petronas   | 63     | Velg            | 10          |        |
| 12      | 18     | Tiago Monteiro       | Jordan-Toyota       | 63     | +3 Rondes       | 18          |        |
| 13      | 19     | Narain Karthikeyan   | Jordan-Toyota       | 63     | +3 Rondes       | 13          |        |
| Ret     | 11     | Jacques Villeneuve   | Sauber - Petronas   | 51     | Motor           | 12          |        |
| Ret     | 1      | Michael Schumacher   | Scuderia Ferrari    | 46     | Lekke band      | 8           |        |
| Ret     | 21     | Christijan Albers    | Minardi - Cosworth  | 19     | Versnellingsbak | 14          |        |
| Ret     | 20     | Patrick Friesacher   | Minardi - Cosworth  | 11     | Gespind         | 15          |        |
| Ret     | 15     | Vitantonio Liuzzi    | Red Bull - Cosworth | 9      | Gespind         | 11          |        |

## Wetenswaardigheden
- Juan Pablo Montoya keerde weer terug nadat hij twee races geblesseerd langs de kant heeft gezeten.
- De BAR Honda-auto's raceten niet omdat ze werden gediskwalificeerd bij de vorige race.

## Standen na de Grand Prix

### Coureurs
| Positie | Nummer | Rijder               | Team    | Punten |
| ------- | ------ | -------------------- | ------- | ------ |
| 1       | 5      | Fernando Alonso      | Renault | 44     |
| 2       | 16     | Jarno Trulli         | Toyota  | 26     |
| 3       | 9      | Kimi Räikkönen       | McLaren | 17     |
| 4       | 6      | Giancarlo Fisichella | Renault | 14     |
| 5       | 17     | Ralf Schumacher      | Toyota  | 14     |

### Constructeurs
| Positie | Nummers | Team             | Rijders                               | Punten |
| ------- | ------- | ---------------- | ------------------------------------- | ------ |
| 1       | 5 6     | Renault          | Fernando Alonso Giancarlo Fisichella  | 58     |
| 2       | 16 17   | Toyota           | Jarno Trulli Ralf Schumacher          | 40     |
| 3       | 9 10    | McLaren          | Kimi Räikkönen Juan Pablo Montoya     | 37     |
| 4       | 7 8     | Williams         | Mark Webber Nick Heidfeld             | 21     |
| 5       | 1 2     | Scuderia Ferrari | Michael Schumacher Rubens Barrichello | 18     |

## Statistieken
| Snelste ronde | Giancarlo Fisichella | Renault | 1:15.641 |

## Noot
- Dit was de tweehonderdste Grand Prix-start voor Rubens Barrichello. Hiermee was Barrichello de zevende coureur die minstens 200 Grands Prix had gereden.
- Vijfde Grand Prix-start voor een Indiase coureur.
- Vijfde pole position voor Kimi Räikkönen.
- Tweede snelste ronde voor Giancarlo Fisichella en de eerste sinds de Grote Prijs van Spanje van 1997 - 133 Grands Prix ervóór. Hiermee vestigde Fisichella een nieuw record voor de grootste tijdspanne tussen twee snelste rondes in. Hij verbrak het oude record van Riccardo Patrese (92), gevestigd tijdens de Grote Prijs van Brazilië van 1989.
- Vijftigste snelste ronde voor een Italiaanse coureur.

1913 · 1923 · 1926 · 1927 · 1933 · 1934 · 1935 · 1951 · 1954 · 1967 · 1968 · 1969 · 1970 · 1971 · 1972 · 1973 · 1974 · 1975 · 1976 · 1977 · 1978 · 1979 · 1980 · 1981 · 1986 · 1987 · 1988 · 1989 · 1990 · 1991 · 1992 · 1993 · 1994 · 1995 · 1996 · 1997 · 1998 · 1999 · 2000 · 2001 · 2002 · 2003 · 2004 · 2005 · 2006 · 2007 · 2008 · 2009 · 2010 · 2011 · 2012 · 2013 · 2014 · 2015 · 2016 · 2017 · 2018 · 2019 · 2020 · 2021 · 2022 · 2023 · 2024 · 2025 · 2026